# Concert per a piano núm. 27 (Mozart)
El Concert per a piano núm. 27 en si bemoll major, K. 595, és una obra concertant de Wolfgang Amadeus Mozart, per a piano i orquestra. Es tracta de l'últim concert que va escriure Mozart.

## Història

### Data de composició
El manuscrit està datat el 5 de gener de 1791, exactament onze mesos abans de la mort de Mozart. Tanmateix, l'anàlisi del paper en el qual Mozart va escriure l'obra realitzat per Alan Tyson indica que Mozart va usar aquest paper entre desembre de 1787 i febrer de 1789, el que implica que deuria ser compost abans de 1791.
Simon Keefe ha escrit que la composició de l'obra data de 1788. D'altra banda, Wolfgang Rehm ha plantejat que Mozart va compondre aquest concert a finals de 1790 i principis de 1791. Cliff Eisen ha discutit la controvèrsia sobre el moment de composició en el seu repàs dels facsímils de la partitura publicats.

### Estrena
L'obra va perpetuar per alguns anys la sèrie de concerts d'enorme èxit de Mozart. És una suposició popular que aquest concert va ser interpretat per primera vegada el 4 de març de 1791 en el Jahn's Hall pel mateix Mozart i el clarinetista Joseph Bähr. Actualment, els experts han adduït que no hi ha absolutament cap prova que permeti concloure que Mozart interpretés el K. 494 aquell dia. El concert va poder haver estat estrenat més aviat per l'alumna de Mozart Barbés Ployer en ocasió d'un concert públic al palau d'Auersperg, el gener de 1791.
Aquesta va ser l'última aparició de Mozart en un concert públic, ja que va caure malalt el setembre de 1791 i va morir el 5 de desembre d'aquell mateix any. Aquesta obra se sol considerar com un concert de comiat. Alfred Einstein, per exemple, l'anomenava la seva "confessió ... que la vida havia perdut atractiu per a ell". Einstein també esmenta un "ànim de resignació" i "les profunditats de la tristesa" i creia que la música del final de "jovialitat resignada ... prové de saber que aquesta és l'última primavera" ... El biògraf de Mozart, Hugh Ottoway, descriu "una subtil tristesa que està emmascarada amb alegria".

## Instrumentació
L'obra està escrita per a flauta, dos oboès, dos fagots, dues trompes, piano sol i cordes, que intervé menys que en altres concerts de Mozart, a excepció del núm. 23, K. 488, que tenia trompeta i timbal.

## Estructura
Consta de tres moviments:
1. Allegro.
2. Larghetto en mi bemoll major.
3. Allegro.

Encara que els tres moviments són en escala major, l'escala menor se suggereix, com s'evidencia en el segon tema del primer moviment (en la tonalitat de la dominant), així com la presència d'una remota tonalitat menor al començament del desenvolupament d'aquest moviment i a la tònica menor al mig del Larghetto.
Altres interessants característiques de l'obra és la seva més aviat forta integració temàtica dels moviments, que es faria més important el segle xix. El tema principal del Larghetto, per exemple, reviu mentre el segon tema del moviment final (en el compàs 65). El tema principal del segon moviment va ser emprat també per Mozart en la seva cançó Sehnsucht Nach Dem Frühling (també coneguda com a Komm Lieber Mai), K. 596, que segueix immediatament aquest concert al catàleg Köchel.
Mozart va escriure així mateix dos cadències, per al primer i tercer moviments.
Simon Keefe ha parlat sobre el concert en profunditat, amb èmfasi al distintiu caràcter i els experiments d'estil del concert, comparat amb altres concerts de Mozart en aquest gènere.